# تاريخ المعاهد الهندية للتكنولوجيا
المعاهد الهندية للتكنولوجيا (Indian Institutes of Technology (IITs)) هي الجامعات التقنية والبحثية العامة المستقلة الأولى الموجودة في جميع أنحاء الهند.

## تطورات ما قبل الاستقلال
نشأ مفهوم المعاهد الهندية للتكنولوجيا قبل استقلال الهند في عام 1947. بعد نهاية الحرب العالمية الثانية وقبل حصول الهند على الاستقلال، توقع السير أرديشير دلال من المجلس التنفيذي لنائب الملك أن الازدهار المستقبلي للهند لن يعتمد على رأس المال بقدر ما يعتمد على التكنولوجيا. لذلك اقترح إنشاء مجلس البحث العلمي والصناعي. لإدارة هذه المختبرات، أقنع الحكومة الأمريكية بتقديم مئات من زمالات الدكتوراه في إطار برنامج مهمة التعاون التكنولوجي (TCM). على الرغم من إدراكه أن مثل هذه الخطوات لا يمكن أن تساعد على المدى الطويل في تنمية الهند بعد حصولها على الاستقلال، فقد وضع تصورًا لمعاهد من شأنها تدريب قوى العمل هذه في الدولة نفسها. يُعتقد أن هذا هو أول تصور لمفاهيم المعاهد الهندية للتكنولوجيا.

## التطورات أدت إلى أول المعاهد الهندية للتكنولوجيا

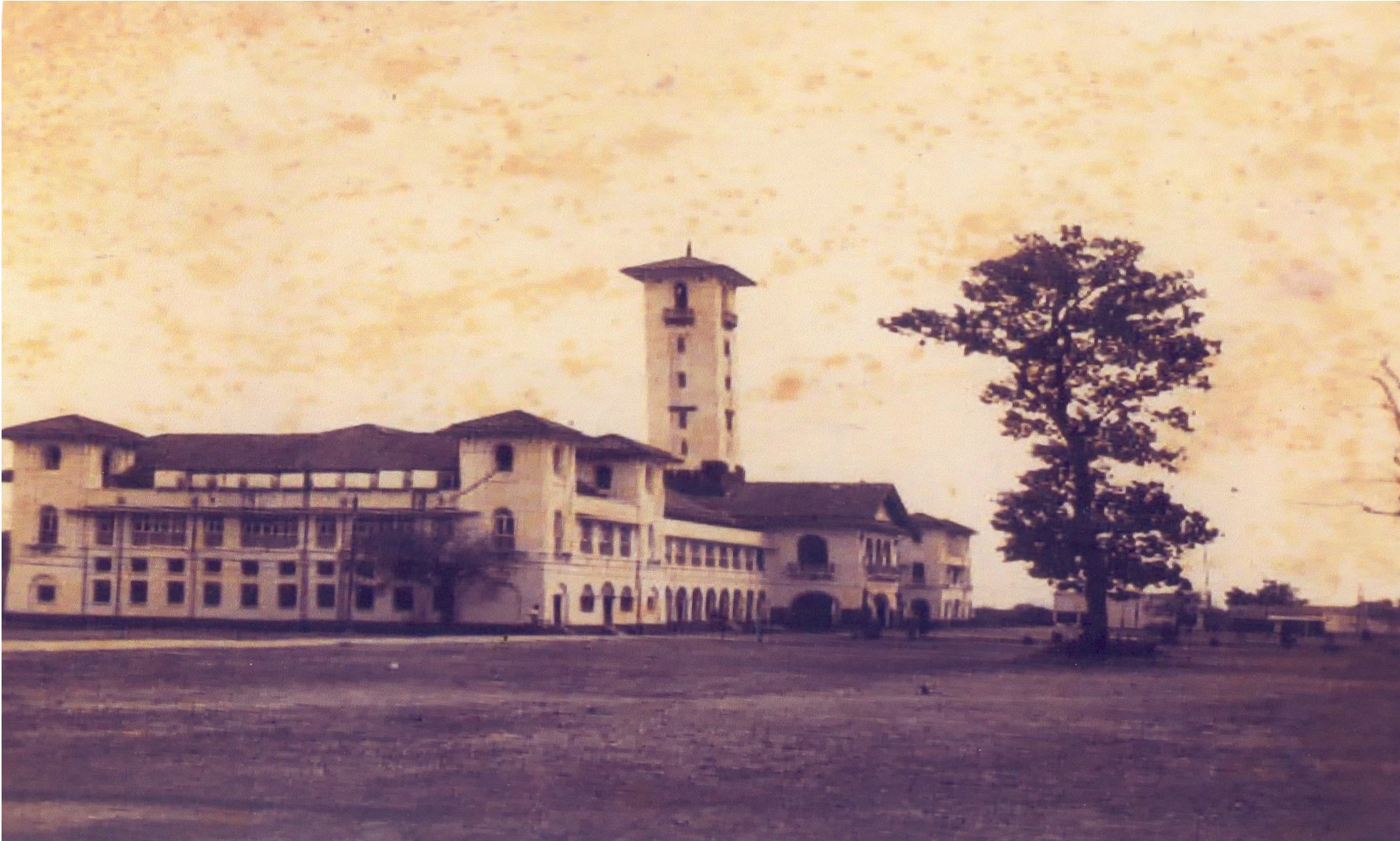
تم إنشاء المعاهد الهندية للتكنولوجيا Kharagpur في موقع معتقل هيغلي (في الصورة) في عام 1950.

شجع الدكتور همايون كبير الدكتور بي سي روي رئيس وزراء ولاية البنغال الغربية للعمل على اقتراح السير ارديشير بشأن إنشاء المعاهد الهندية للتكنولوجيا. من الممكن أيضًا أن يكون السير جي سي غوش، مدير المعهد الهندي للعلوم آنذاك، بنغالور، قد دفعه إلى القيام بذلك. في عام 1946، شكل الدكتور كبير مع السير جوجندرا سينغ من المجلس التنفيذي لنائب الملك (وزارة التعليم والصحة والزراعة) لجنة لإعداد الاقتراح، وعين السير ناليني رانجان ساركار رئيسًا. استغرقت لجنة ساركار الكثير من الوقت، لكن الدكتور روي لم ينتظر اللجنة حتى تنتهي من تقريرها وبدأ العمل على المسودة المؤقتة نفسها.
أوصت اللجنة المكونة من 22 عضوًا (في مسودتها المؤقتة) بإنشاء مؤسسات فنية عليا في المناطق الشرقية والغربية والشمالية والجنوبية من البلاد. وقد أوصت هذه المعاهد بأن يكون لها عدد من المؤسسات الثانوية التابعة لها. كما حثت المسودة على الإسراع في إنشاء جميع المؤسسات الأربع مع تلك الموجودة في الشرق والغرب على أن تبدأ على الفور. شعرت اللجنة أيضًا أن مثل هذه المعاهد لا ينبغي أن تنتج طلابًا جامعيين فحسب، بل يجب أن تشارك أيضًا في الأبحاث - إنتاج عمال بحث ومعلمين تقنيين أيضًا. تمت التوصية بمستوى الخريجين ليكون على قدم المساواة مع مثيلاتها من مؤسسات النخبة في الخارج. لقد شعروا أن نسبة الطلاب الجامعيين وطلاب الدراسات العليا يجب أن تكون 2: 1.
لعب كل من LS Chandrakant و Biman Sen في وزارة التعليم دورًا مهمًا في إنتاج مخطط لمؤسسة تعليمية مستقلة حقًا. كفل السير جي سي غوش (الذي أصبح فيما بعد أول مدير لـلمعهد الهندي للتكنولوجيا في كاراجبور الأحكام الليبرالية لقانون المعاهد الهندية للتكنولوجيا الذي يسمح لـ ها بالعمل دون تدخل من babudom . يرجع ذلك إلى حد كبير إلى قانون المعاهد الهندية للتكنولوجيا الذي تم منح مديريه سلطة تحل محل بعض من سلطات الحكومة. على أرض الواقع، كان لدى البنغال أعلى تركيز للصناعات الهندسية، اقترحت اللجنة أنه يمكن إنشاء معهد في تلك الولاية. شجع هذا الدكتور روي. لاستخدام هذا الجزء من التقرير لإقناع بانديت جواهر لال نهرو بالضغط من خلال قانون خاص لإنشاء معهد هندي للتكنولوجيا في البنغال.
مع توصيات لجنة ساركار في الاعتبار وعلى أساس المخطط الذي قدمه LS Chandrakant و Biman Sen و Sir JC Ghosh، وُلد أول معهد هندي للتكنولوجيا في مايو 1950 في موقع Hijli وهي بلدة في شرق الهند. في البداية، بدأ IIT العمل من 5، Esplanade East، كلكتا [(الآن كولكاتا) وانتقل إلى Hijli في سبتمبر 1950 عندما عرض السيرجي سي غوش المكان كمكان جاهز لـلمعهد. تم اعتماد الاسم الحالي «المعهد الهندي للتكنولوجيا» قبل الافتتاح الرسمي للمعهد في 18 أغسطس 1951، من قبل مولانا أبو الكلام آزاد. في 15 سبتمبر 1956، أصدر برلمان الهند قانونًا يُعرف باسم قانون المعهد الهندي للتكنولوجيا (خراجبور) يعلنه كمعهد للأهمية الوطنية. قال جواهر لال نهرو، أول رئيس وزراء للهند، في خطاب الدعوة الأول لـلمعهد الهندي للتكنولوجيا في كاراجبور في عام 1956.

## معاهد التكنولوجيا الهندية الاربعة التالية
لمواجهة الانتقادات المتعلقة بإنشاء المعهد الأول في ولاية البنغال الغربية، اقترح مشروع التقرير أن يكون موقع المعهد الهندي للتكنولوجيا الثاني في المنطقة الغربية لخدمة الصناعات العملية المركزة هناك. وأضافت أيضًا أنه ينبغي النظر في مبادرة تقنية المعلومات الثالثة للشمال لتعزيز إمكانات الري الهائلة لحوض الغانج. غير راغب في ترك الجنوب (ولجعله صحيحًا سياسيًا)، ألمحت مسودة التقرير إلى أنه يمكن النظر في تقرير رابع للجنوب أيضًا. ومع ذلك، لم يقدم أي مبرر اقتصادي محدد لذلك.
عندما بدأ الضغط في التزايد لإنشاء المعهد الهندي للتكنولوجيا في الغرب، التمس جواهر لال نهرو المساعدة السوفيتية من أجل إنشاء المعهد في مومباي. كريشنا مينون (وزير الدفاع آنذاك) والأقرب إلى الروس، تم تعيين العميد بوس كأول مدير لـ IIT Bombay عندما تم تأسيسه في بواي في عام 1958. وكنتيجة للحرب الباردة السائدة، عرض الأمريكيون المساعدة في إنشاء IIT آخر. بالطريقة التي اقترحتها لجنة Sarcar، تم تأسيسها في الشمال باسم IIT Kanpur (في كانبور، أوتار براديش) في عام 1959. كان الدكتور كيلكار أول مدير للمعهد.

## تأسيس المعاهد الهندية في Guwahati و Roorkee
بعد إنشاء المعهد الهندي للتقنية في دلهي ‏، كانت هناك فجوة طويلة في أي تطور ملحوظ في تاريخ المعاهد الهندية. ومع ذلك، في بداية التسعينيات، أدت التحريضات الطلابية المنتشرة في ولاية آسام إلى قيام رئيس الوزراء راجيف غاندي بتقديم وعد آخر في ولاية آسام. وافق راجيف غاندي على ذلك على الفور معتبرا أنه طلب ثانوي من IIT على الرغم من أنه تكلف في النهاية أكثر من 1500 كرور روبية. تأسس حرم المعهد الهندي للتكنولوجيا Guwahati في 1994 وبدأ العمل في 1995. في بداية القرن الحادي والعشرين، قام الدكتور مورلي مانوهار جوشي (وزير التعليم في الهند) بتحويل جامعة روركي إلى معهد تكنولجيا هندي، مما جعل المعهد الهندية للتكنولوجيا Roorkee أحدث معهد تكنولوجيا هندي ولكنه أقدم مؤسسة من بين المؤسسات السبعة في عام 2001.

## إنشاء ثمانية معاهدات هندية جديدة
بدأ إنشاء ثمانية معاهد دولية جديدة جديدة بقرار من مجلس الوزراء، والذي أعلنه وزير تنمية الموارد البشرية (MHRD)، أرجون سينغ، في 28 مارس 2008 أن الحكومة تخطط لإنشاء المزيد من المعاهد الهندية للتكنولوجيا، والمعاهد الهندية للإدارة (IIMs) والجامعات المركزية في جميع أنحاء البلاد. بدأت ستة من المعاهد الهندية للتكنولوجيا في Bhubaneswar وغانديناغار وHyderabad و Jodhpur وPatna وRopar العمل منذ عام 2008 بينما بدأت اثنتان أخريان في Indore وماندي عملهما التدريسي من عام 2009.

## تحويل فاراناسي إلى معهد IIT (BHU)
من أجل إنشاء المزيد من معاهد التكنولوجيا الهندية في الهند، شكلت وزارة تنمية الموارد البشرية لجنة الأستاذ SK Joshi في 2003 ولجنة Anand Krishnan في 2005 للتوصية بأسماء المعاهد الحالية التي كان من الممكن تحويلها إلى معهد IIتكنولجيا هندية، وكلاهما أوصى بتحويل من IT-BHU إلى المعهد الهندي للتكنولوجيا في فاراناسي (IIT). في 17 يوليو 2008، أصدرت حكومة الهند بيانًا صحفيًا تمنح فيه «الموافقة المبدئية لتولي معهد التكنولوجيا، جامعة فاراناسي الهندوسية - وهي وحدة مكونة لجامعة فاناراس الهندوسية، وهي جامعة مركزية، وتحويلها إلى معهد هندي التكنولوجيا ودمجها مع نظام المعاهد الهندية للتكنولوجيا في الهند». بعد موافقة المجلس التنفيذي BHU، تم تقديم مشروع القانون في 4 أغسطس 2010، وهو مشروع قانون يسعى إلى تعديل قانون معاهد التكنولوجيا لعام 1961 لإعلان جامعة فاراناسي IT-BHU باعتباره ضمن قائمة المعاهد. تم التوقيع على مشروع القانون في النهاية من قبل رئيس الهند في 20 يونيو 2012 وتم إخطاره في الجريدة الرسمية في 21 يونيو. أصدرت الحكومة المركزية إخطارًا في 29 يونيو مفاده أنه وفقًا للقانون، اكتملت عملية التحول وتمت إعادة تسمية IT-BHU سابقًا باسم المعهد الهندي للتكنولوجيا في فاراناسي.

## إنشاء ستة معاهد جديدة
تمت التوصية بشدة بمقترح تحويل ISM Dhanbad إلى معهد هندي للتكتولوجيا في عام 1994 من قبل لجنة حكومية برئاسة البروفيسور S. Sampath (المدير السابق لـ IIT Kanpur والمعهد الهندي للتكنولوجيا في مادراس). ومع ذلك، لم تتخذ الحكومة أي إجراء بشأن الاقتراح.
بعد عدة سنوات، في 2007-2008، تم إنشاء العديد من المعاهد الهندية الجديدة للتكنولوجيا مثل المعهد الهندي للتكنولوجيا في باتنا دون وجود حرم جامعي، في حين لم يتم تحويل ISM إلى معهد هندي للتكتولوجيا. كان هذا على الرغم من حقيقة أنه منذ عام 1997، كانت ISM تستقبل الطلاب المؤهلين IIT-JEE (إلى جانب 7 أقدم من IIT و IT-BHU). بعد تحويل IT-BHU إلى IIT-BHU في يونيو 2012، كان ISM هو المعهد الوحيد غير التابع لـ IIT الذي قبل IIT-JEE (يسمى الآن IIT-JEE Advanced) الطلاب المؤهلين في مختلف برامج البكالوريوس والدرجات المزدوجة. بمجرد قبوله في ISM أو IIT من خلال اختبار IIT-JEE (متقدم)، لم يُسمح للطالب بالظهور في الاختبار مرة أخرى، وبالتالي لم يتمكن من القبول في IIT العام المقبل (وفقًا لقواعد اختبار JEE المتقدم). في هذا الصدد، تعاملت حكومة الهند مع ISM على قدم المساواة مع IITs.
في عام 2009، حصلت ISM على موافقة اللجنة المالية والمجلس التنفيذي والمجلس العام، واقتراح تحويلها إلى IIT. تم إرسال هذا إلى وزارة الموارد البشرية والتنمية (MHRD)، حكومة الهند في أوائل عام 2010. تبع ذلك تقرير مشروع مفصل عن التحويل أعدته EdCIL (مؤسسة قطاع عام)، بناءً على توجيهات وزارة تنمية الموارد البشرية. أصدرت جمعية المعلمين ISM ورابطة خريجي ISM قرارات في 2010-11، لصالح هذا التحويل. في سبتمبر 2011، تم تمرير قرار من قبل حكومة Jharkhand، يوصي حكومة الهند بتحويل ISM إلى IIT قريبًا.